# Bratiševac
Bratiševac (cyr. Братишевац) – wieś w Serbii, w okręgu pirockim, w gminie Babušnica. W 2011 roku liczyła 142 mieszkańców.